# Vatnsdalur

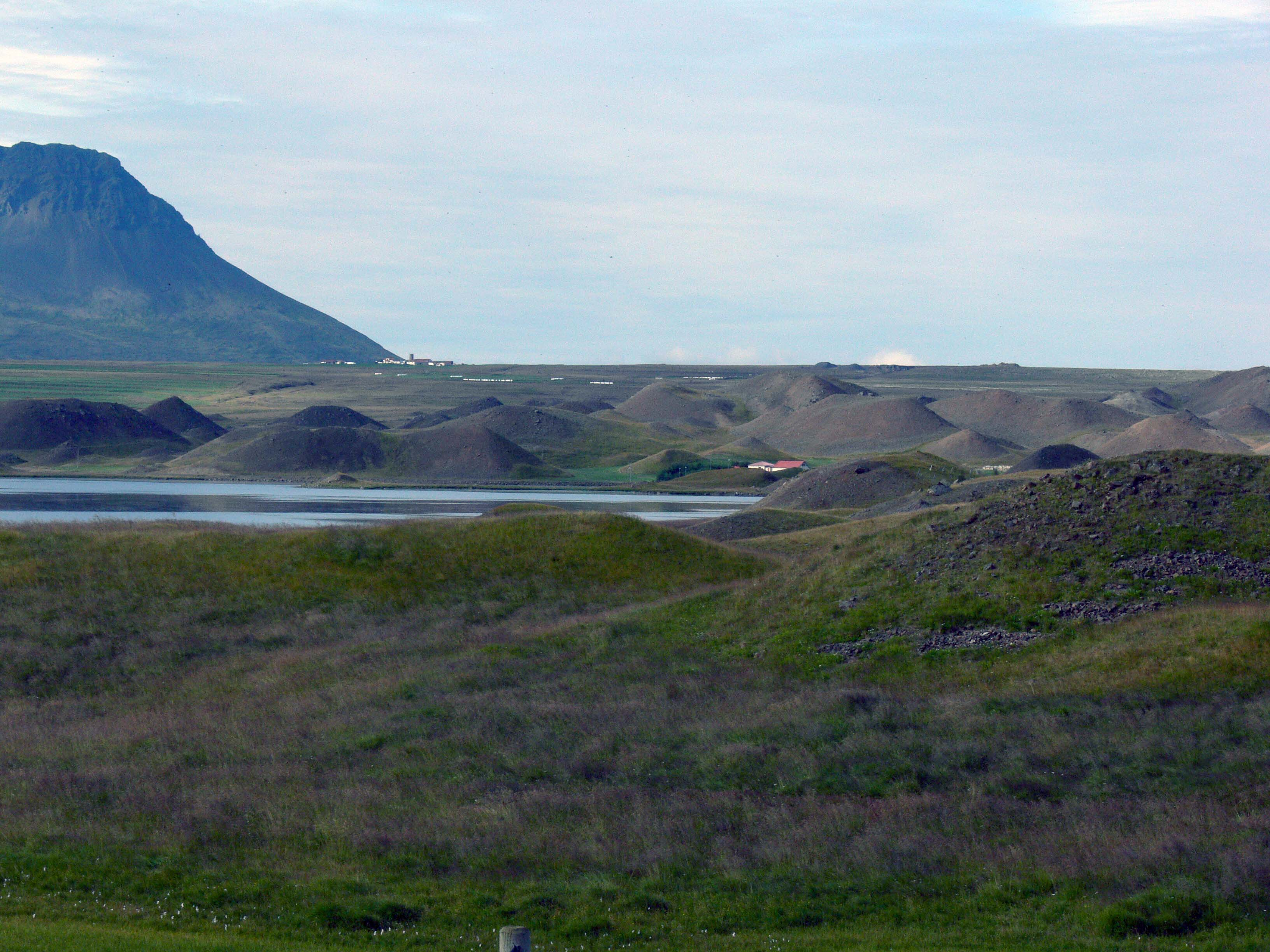
Vatnsdalshólar bij de daluitgang

Vatnsdalur is een dal in de IJslandse regio West-Noordland, gelegen ten zuiden van Blönduós en zuidoostelijk van het meer Hop. Het dal is ongeveer 25 kilometer lang en ligt tussen de bergen Víðidalsfjall en Vatnsdalsfjall.
In Vatnsdalur ligt het langgerekte meer Flóðið (letterlijk: Overstroming), met een oppervlakte van 2,6 km². Het is een natuurlijk stuwmeer dat ontstond in 1720 toen de aardverschuiving Bjarnastaðaskríða vanaf de berg Vatnsdalsfjall de rivier de Vatnsdalsá afsloot. Voordien lag ter plekke van Flóðið een grasbegroeid drasland met kleine meren en plassen. Deze ontstaansgeschiedenis is herleidbaar in de benaming van het meer.

## Ontelbare heuvels
Vatnsdalur wordt gekenmerkt door de zogenoemde ontelbare heuvels (Vatnsdalshólar). Dit verschijnsel heeft zijn oorsprong in de veelvuldige aardverschuivingen vanaf de berg Vatnsdalsfjall. Opmerkelijk hevige aardverschuivingen waren die in het jaar 1545 en 1720. Bij de eerstgenoemde gebeurtenis kwamen 14 mensen om het leven. De laatst opgetekende grotere aardverschuiving in het gebied had plaats in 1811, hierbij werd een kerk verwoest. De meeste heuvels, die gezamenlijk een oppervlak van 40 km² beslaan, ontstonden echter al door aardverschuivingen in het tijdperk van voor de kolonisatie van IJsland.

## Saga
In Vatnsdalur speelt zich de Vatnsdæla saga af, een van de IJslandse saga´s. Deze saga verhaalt van Ingimundur, een kolonisator uit Noorwegen en zijn zoons. Zij waren de eerste bewoners van deze omgeving en bleken onder de indruk van de hoeveelheid vers gras en de schoonheid van het glooiende landschap. IJslandse archeologen hebben de locatie kunnen vaststellen waar de hoeve gebouwd was, alsook de ligging van enkele andere in de saga voorkomende gebouwen.

## Laatste terechtstelling
In het noordelijkste deel van de Vatnsdalshólar, ten noorden van Þjóðvegur 1, werd op 12 januari 1830 de laatste terechtstelling van IJsland voltrokken. De terdoodveroordeelden waren Friðrik Sigurðsson en Agnes Magnúsdóttir, die werden bestraft voor de moord op Natan Ketilsson en Pétur Jónsson op de hoeve Illugastaðir op het schiereiland Vatnsnes. Deze geschiedenis is ettelijke malen verwerkt in artistieke uitingen. Zo schreef Þorgeir Þorgeirsson de roman Yfirvaldið en verscheen in 1996 onder regie van Egill Eðvarðsson de film Agnes.